# Кульбаба (фільм)
«Кульбаба» — фільм 2011 року.

## Зміст
Мама Соні часто повторювала, що над їхньою родиною висить якесь прокляття. У всіх жінок роду Кукуровських народжуються тільки дівчатка – такі, як вона – бліді й негарні. І їх усіх залишають батьки. Так росла бабуся і мама. Ось і Соня теж, коли виросте, народить дівчинку і буде виховувати її одна. Та однією новорічної ночі, коли Соня чекала, що тато прийде до неї уві сні, а дива не трапилося, вона твердо вирішила стати останньою з роду – тією, хто зруйнує прокляття.

## У ролях
- Ганна Кузіна
- Олександр Крижанівський
- Іван Стебунов
- Микола Добринін
- Олександр Мохов
- Анастасія Цвітаєва
- Олена Сафонова
- Лариса Руснак

## Нагороди та номінації
| Рік  | Нагорода                          | Категорія      | Отримувач  | Результат | Примітки |
| ---- | --------------------------------- | -------------- | ---------- | --------- | -------- |
| 2011 | Сеульська міжнародна премія драми | Особливий приз | «Кульбаба» | Перемога  | [ 1 ]    |